# Epidendrum tumuc-humaciense
Epidendrum tumuc-humaciense är en orkidéart som först beskrevs av Veyret, och fick sitt nu gällande namn av Germán Carnevali och Gustavo Adolfo Romero. Epidendrum tumuc-humaciense ingår i släktet Epidendrum och familjen orkidéer. Inga underarter finns listade i Catalogue of Life.